# Green Devils Umeå
Green Devils  är en helt fristående och ideell supporterklubb till det svenska ishockeylaget IF Björklöven.
Green Devils, förkortat GD, är en av Sveriges äldsta fortfarande aktiva supporterklubbar, bildad under namnet IF Björklövens Supporterklubb 1982. Som mest har Green Devils haft ungefär 1 000 medlemmar, under storhetstiden kring SM-guldet 1987. Numera har klubben runt 600 medlemmar, vilket är ett relativt stort medlemsantal för en supporterklubb vars lag huserar i svenska andradivisionen. För Evigt - För alltid - Björklöven är supporterklubbens slogan sedan bildandet 1982.

## Historia
IF Björklövens Supporterklubb, som supporterklubben ursprungligen hette, bildades 1982. På den tiden spelade IF Björklöven i Elitserien, och man spelade samma vår sin första SM-final någonsin. Finalspelet mot AIK från Solna gick till fem matcher, där den sista och avgörande matchen spelades i Scandinavium i Göteborg som dock förlorades. Supporterklubben hade dock bildats.

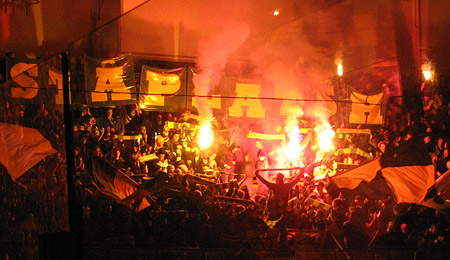
Bengaler på Ståplats H

## Verksamhet
Syftet med Green Devils är att stödja IF Björklöven genom olika insatser, men främst genom att sjunga för laget i vått och torrt, hemmamatch som bortamatch. Green Devils anordnar resor till ett antal bortamatcher per år. Man säljer egna souvenirer och skapar många TIFOn varje år. Ståplats H är sektionen för klacken på hemmamatcherna och har så varit sedan mitten av 80-talet.

## Hedersmedlemmar
- Hans Edlund
- Alexander Beliavski
- Mats Lavander

## Kända Lövensupportrar
- David Åhman
- Jan Bylund[2]
- Jens Fjellström[3]
- Jonas Eriksson[4]
- Johan Edlund[5]
- Brita Zackari[6]
- Jesper Blomqvist[7]
- Björn Ferry[8]
- Stefan Holm[9]
- Jesper Hussfelt[10]
- Robert Karlsson[11]
- Lisa Miskovsky[12]
- Maria Pietilä Holmner[13]

## Ordföranden i Green Devils
- Erik Olofsson 2021 -
- Adrian Holmberg 2020 - 2021
- Marcus Westerlund 2019 - 2020
- Eric Stefansson 2016 - 2019
- Peter Andersson 2015 - 2016
- Alexander Lindgren 2014-2015
- Erik Persson 2010-2014
- Marcus Andersson 2007-2010
- Fredrik Jakobsson 2003-2007
- Joakim Sundbaum 2001-2003
- Stefan Fredriksson 1999-2001
- Niklas Sjaunja 1996-1999
- Roger Sävenskog 1984-1987
- Kenneth Abrahamsson 1982 - 1984